# Liste des flottes de marine marchande

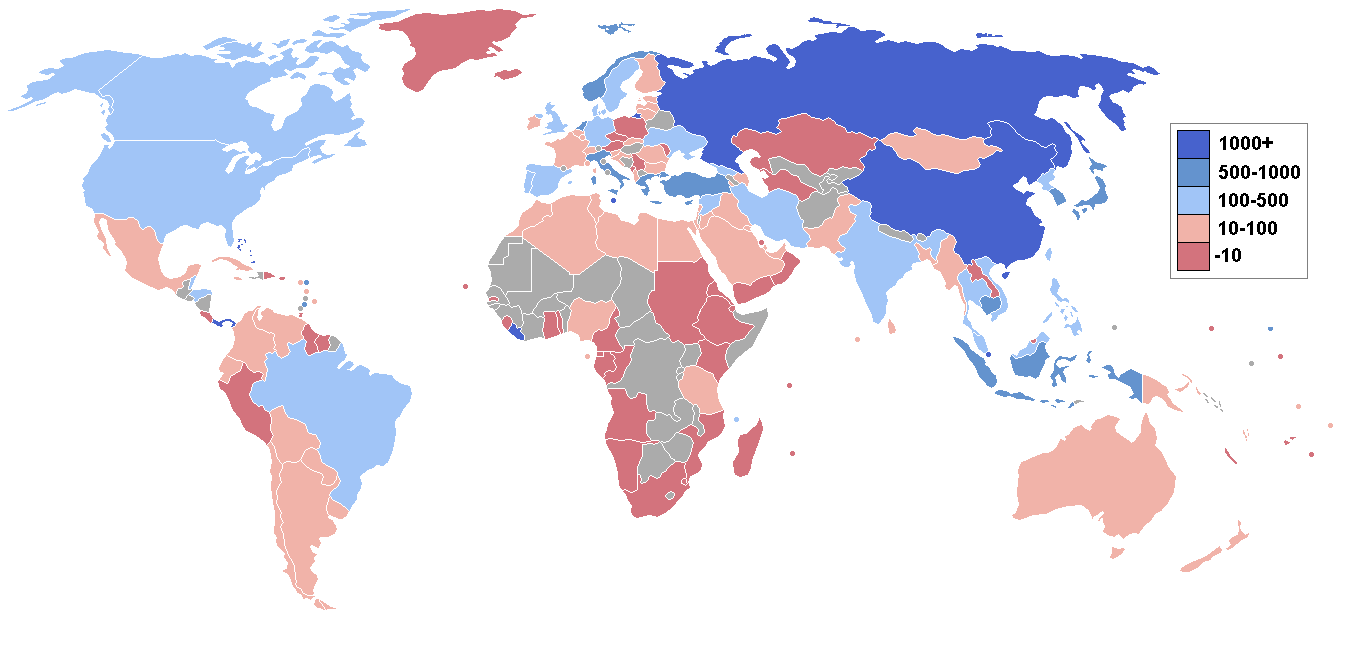
Enregistrement des flottes de marine marchande par nombre de navires et par pays en 2005(source : CIA) (1000 tonnes et plus).

La liste des flottes de marine marchande concerne les flottes des navires de commerce. 
On peut évaluer leur importance soit en comptant le nombre de navires immatriculés dans un pays donné, indépendamment du pays du propriétaire, soit en comptabilisant le total du port en lourd dont est propriétaire un pays déterminé.
En général, seuls les navires au-dessus d'un certain tonnage sont comptabilisés ; la Review of Maritime Transport ne prend en compte que les navires d'un tonnage brut supérieur à 1 000 tonnes.

## Classement mondial des principaux pavillons d'enregistrement
Cette liste présente les pavillons de marine marchande les plus représentés, au 1er janvier 2017 en milliers de tonnes de port en lourd et en nombres de navires; le tonnage global étant à cette date de 1 862 millions de tonnes de port en lourd. Ainsi 18,44 % du tonnage de la flotte mondiale sont enregistrés sous le pavillon de la république de Panama.
| Rang | Pays d'immatriculation | Port en lourd | Nombre de navires |
| ---- | ---------------------- | ------------- | ----------------- |
| 1    | Panama                 | 343 397 t     | 8052 navires      |
| 2    | Liberia                | 219 397 t     | 3296 navires      |
| 3    | Îles Marshall          | 216 616 t     | 3199 navires      |
| 4    | Hong Kong              | 173 318 t     | 2576 navires      |
| 5    | Singapour              | 124 238 t     | 3558 navires      |
| 6    | Malte                  | 99 216 t      | 2170 navires      |
| 7    | Bahamas                | 79 842 t      | 1440 navires      |
| 8    | Chine                  | 78 400 t      | 4287 navires      |
| 9    | Grèce                  | 74 638 t      | 1364 navires      |
| 10   | Royaume-Uni            | 40 986 t      | 1551 navires      |
| 11   | Japon                  | 34 529 t      | 5289 navires      |
| 12   | Chypre                 | 33 765 t      | 1022 navires      |
| 13   | Norvège                | 21 900 t      | 1585 navires      |
| 14   | Indonésie              | 20 144 t      | 8782 navires      |
| 15   | Inde                   | 17 253 t      | 1674 navires      |
| 16   | Danemark               | 16 893 t      | 654 navires       |
| 17   | Italie                 | 15 944 t      | 1430 navires      |
| 18   | Corée du Sud           | 15 171 t      | 1907 navires      |
| 19   | Portugal               | 13 753 t      | 466 navires       |
| 20   | États-Unis             | 11 798 t      | 3611 navires      |

## Classement européen des principaux pavillons d'enregistrement
Cette liste présente les pavillons de marine marchande en Europe en milliers de tonnes de port en lourd et en nombres de navires, au 1er janvier 2017.
| Rang européen | Pays d'immatriculation | Port en lourd | Nombre de navires |
| ------------- | ---------------------- | ------------- | ----------------- |
| 1             | Malte                  | 99 216 t      | 2170 navires      |
| 2             | Grèce                  | 74 638 t      | 1364 navires      |
| 3             | Royaume-Uni            | 40 986 t      | 1551 navires      |
| 4             | Chypre                 | 33 765 t      | 1022 navires      |
| 5             | Norvège                | 21 900 t      | 1585 navires      |
| 6             | Danemark               | 16 893 t      | 654 navires       |
| 7             | Italie                 | 15 944 t      | 1430 navires      |
| 8             | Portugal               | 13 753 t      | 466 navires       |

## Classement mondial des principaux pays propriétaires
Cette liste présente les pays qui possèdent et contrôlent le plus de navires dans le monde en milliers de tonnes de port en lourd, au 1er janvier 2017. Ainsi la Grèce est propriétaire de 16,71 % du tonnage total de la flotte mondiale.
| Rang | Pays d'origine du propriétaire | Port en lourd |
| ---- | ------------------------------ | ------------- |
| 1    | Grèce                          | 308 837 t     |
| 2    | Japon                          | 223 856 t     |
| 3    | Chine                          | 165 430 t     |
| 4    | Allemagne                      | 112 028 t     |
| 5    | Singapour                      | 104 414 t     |
| 6    | Hong Kong                      | 93 630 t      |
| 7    | Corée du Sud                   | 80 977 t      |
| 8    | États-Unis                     | 67 101 t      |
| 9    | Norvège                        | 51 824 t      |
| 10   | Royaume-Uni                    | 51 151 t      |
| 11   | Bermudes                       | 48 059 t      |
| 12   | Taïwan                         | 46 865 t      |
| 13   | Danemark                       | 36 355 t      |
| 14   | Monaco                         | 31 630 t      |
| 15   | Turquie                        | 27 733 t      |
| 16   | Suisse                         | 23 688 t      |
| 17   | Belgique                       | 23 550 t      |
| 18   | Inde                           | 22 665 t      |
| 19   | Russie                         | 22 050 t      |
| 20   | Italie                         | 20 610 t      |